# Acatic
Acatic é um município do estado de Jalisco, no México.